# USS Chicago (CA-136)
USS Chicago (CA-136) — американский тяжёлый крейсер типа «Балтимор», третий корабль, названный в честь города Чикаго, был спущен на воду на военно-морской верфи Филадельфии 20 августа 1944 года, окрещен миссис Е. Дж. Келли; введен в строй 10 января 1945 года, командир — кэптен Р. Р. Хартунг (англ. R. R. Hartung).

## Вторая мировая война
Крейсер покинул Филадельфию 7 мая 1945 , и прибыл в Перл-Харбор 30 мая. 28 июня, после дополнительной подготовки у Гавайских островов, «Чикаго» и линкор «Северная Каролина» (BB-55) вышли из Перл-Харбор и направились на Дальний Восток, где 8 июля вошли в состав Третьего Флота. «Чикаго» поддерживал авианосцы при налетах на Японские острова и выполнял обстрелы берега до прекращения огня 15 августа.
За свою службу во время Второй мировой войны «Чикаго» был награждён одной Боевой звездой.

## Послевоенная служба
Корабль оставался в Японии до ноября 1945 года, участвуя в демилитаризации японских баз. Переведя 47 человек команды и приданный отряд морской пехоты на военно-морскую базу Йокосука, 23 октября корабль направился к островам Идзу. Там команда помогала гарнизонам Осима и Ниисима взрывать позиции береговой артиллерии, уничтожать военное оборудование и боеприпасы. 7 ноября вышел из Токио назначением в Сан-Педро, Калифорния, куда прибыл 23 ноября. После ремонта и периода подготовки, 18 февраля 1946 года прибыл в Шанхай для оккупационной службы. Оставался в Шанхае до 28 марта в качестве флагмана Патрульных сил Янцзы. Затем направился в Сасебо, Япония где стал флагманом Эскадры поддержки японских имперских вод. Посещал различные города на севере и юге Японии, а 14 января 1947 покинул Японию, направляясь на Западное побережье. Выведен из активного состава в резерв 6 июня 1947 на военно-морской верфи Пьюджет-Саунд (штат Вашингтон). 1 ноября 1958 года «Чикаго» был переклассифицирован в CG-11, и в начале 1959 начал переоборудование в ракетный крейсер, запланированное до 1962 года.

## Ракетный крейсер
Начиная с 1 июля 1959 была полностью срезана надстройка, и вместо неё установлена новая дюралевая, а также обновлена электроника и установлена система отображения данных NTDS. Основным вооружением стали пусковые установки ЗУР «Талос» в носу и в корме, «Тартар» побортно в районе мостика, и ASROC в районе миделя. Две 127-мм/38 артустановки были добавлены по настоянию президента Кеннеди, после того как на его глазах зенитная ракета не перехватила воздушную мишень.
В 1968 году были установлены трёхтрубные торпедные аппараты для противолодочных торпед.
Корабль снова вступил в строй на военно-морской верфи Сан-Франциско 2 мая 1964 года.
Вошёл в состав Девятой крейсерско-миноносной флотилии Тихоокеанского флота. До 2 сентября продолжались приемные испытания, после чего корабль официально вошёл в активный состав Первого флота. После калибровки сонара и уничтожения постоянной девиации в Пьюджет-Саунд, он прибыл к месту постоянного базирования в Сан-Диего, где начал отработку применения оружия. После успешных испытаний в ракетном полигоне у берегов Калифорнии, 2 декабря оценка ракетных систем завершилась.
4 января 1965 год а крейсер перешёл в Лонг-Бич для серии взрывных испытаний корпуса у острова Сан-Клементе. Испытания оборудования и отработка борьбы за живучесть закончились к середине января. Затем корабль направился в Сан-Франциско для переделок, установки улучшенных систем «Тартар», и усовершенствованной электроники. Вернулся в Сан-Диего 17 апреля.
Следующие два месяца корабль продолжал подготовку. С середины июня проводил, совместно с Военно-морской Лабораторией Электроники (англ. Naval Electronics Laboratory) экспериментальные испытания системы управления огнём ракет «Талос», и экспериментировал с пополнением запаса ракет в море.
Во время флотских учений «Хот Стов» в августе-сентябре корабль тренировался в ПВО и ПЛО, включая стрельбы ASROC и торпедами по подводной цели. После учений РЭБ «Чикаго» участвовал в соревнованиях по ракетной стрельбе, и выиграл золотую награду «E» за работу комплекса «Тартар». В первую неделю октября, во время следующего противовоздушного упражнения, сбил ракетами две скоростных высотных мишени.
После похода на Гавайи с 19 октября по 3 ноября, корабль продолжил испытания и упражнения в районе Сан-Диего. По возвращении в базу 4 марта 1966, прошёл серию инспекций по оперативной готовности, приемке котлов, электроники и действиях в условиях ЗОМП. В апреле участвовал в учениях «Грей Гост» под флагом командира ПВО соединения, контр-адмирала Элмо Замволта.

## Вьетнам
12 мая 1966 года «Чикаго» вышел в свой первый вьетнамский поход. После заходов в Перл-Харбор и Йокосука и установки нового радара, 12 июня он прибыл в Субик-бей. Приняв на борт вертолет и авиационную команду, на следующий день он вышел в Тонкинский залив для присоединения к 77 Оперативному соединению на северной позиции (англ. Yankee Station).
15 июня корабль начал оценку концепции PIRAZ — полного радарного контроля воздушных операций над определённой зоной.
Антирадиолокационные варианты ракет «Талос» (RGM-8H) применялись «Чикаго», а также «Оклахомой» (CLG-5) и «Лонг Бич» (CGN-9) против северовьетнамских радаров. Крейсер служил в качестве основы ПВО соединения при минировании гавани Хайфона в 1972. Вместе с другими кораблями УРО он нес главную ответственность за ПВО. Державшиеся мористее авианосцы предоставляли поддержку и усиление. Зафиксирован минимум один случай, когда радар обнаружил МиГ, направлявшийся к медленным низколетящим самолетам, занятым постановкой мин. Крейсер сбил его ракетой «Талос» на дистанции 48 миль. Остальные МиГи ретировались.
Всего корабль совершил пять походов в Юго-восточную Азию. Последний из них закончился 9 июля 1972 года.
25 августа на военно-морской верфи Лонг-Бич корабль встал на средний ремонт и модернизацию.

## После Вьетнама
Корабль совершил следующие походы:
- 21 мая — 14 декабря 1974: Юго-восточная Азия и Индийский океан
- 4 июля — 9 сентября 1975: Сиэтл и Ванкувер
- 13 апреля — 16 октября 1976: Юго-восточная Азия
- 6 сентября 1977 — 7 апреля 1978: Юго-восточная Азия и Япония
- 30 мая — 17 декабря 1979: Юго-восточная Азия, Япония, Корея, Австралия и Океания

За послевоенную службу корабль получил следующие награды:
- Поощрение в приказе за выработку концепции PIRAZ во время походов 1966 и 1967-68 гг в Юго-восточную Азию
- Упоминание в приказе по флоту, 1972, за службу во Вьетнаме
- Приз имени Арли Берка
- Семь раз подряд кораблю присуждалась награда E за отличное применение ракет

## Вывод и утилизация
Корабль был выведен из активного состава 1 марта 1980 и исключен из списков флота 31 января 1984.
9 декабря 1991 «Чикаго» был продан на слом.